# Paolo Barelli
Paolo Barelli, né le 7 juin 1954 à Rome, est un nageur, dirigeant sportif et homme politique italien.

## Natation
Il remporte la médaille d'or du 100 mètres papillon, la médaille d'or du 4 × 100 mètres nage libre et la médaille d'argent du 4 × 100 mètres quatre nages aux Jeux méditerranéens de 1975 à Alger. La même année, il est médaillé de bronze du 4 × 100 mètres nage libre aux championnats du monde de natation.
Il participe aux Jeux olympiques d'été de 1972, terminant huitième du 4 × 200 mètres nage libre, et aux Jeux olympiques d'été de 1976 où il se classe septième de la finale du 4 × 100 mètres quatre nages.
Il devient en 2000 président de la Fédération italienne de natation. En 2009, il est nommé secrétaire honoraire de la Fédération internationale de natation. Il est président de la Ligue européenne de natation (LEN) de 2012 à 2022.

## Politique
Membre du parti Forza Italia puis du Peuple de la liberté, il est élu sénateur en 2001. Il est réélu en 2006 et en 2008. Lors des élections parlementaires de 2018, il est élu député et réélu en 2022.